# Hermann von Holten
Hermann von Holten († 20. Oktober 1572) war von 1540 bis 1572 Abt der Klöster Werden und Helmstedt.
Hermann von Holten stammte aus Holten und sein Familienname war Kellenberch. Er war der Wunschkandidat des verstorbenen Abtes Johannes von Groningen als dessen Nachfolger. Er war zwar der jüngste unter den Mönchen, übte aber erfolgreich das Amt des Novizenmeisters aus. Im Jahr 1540 wurde Hermann in Köln zum Abt geweiht, seine Inauguration erfolgte aber erst 1542. 

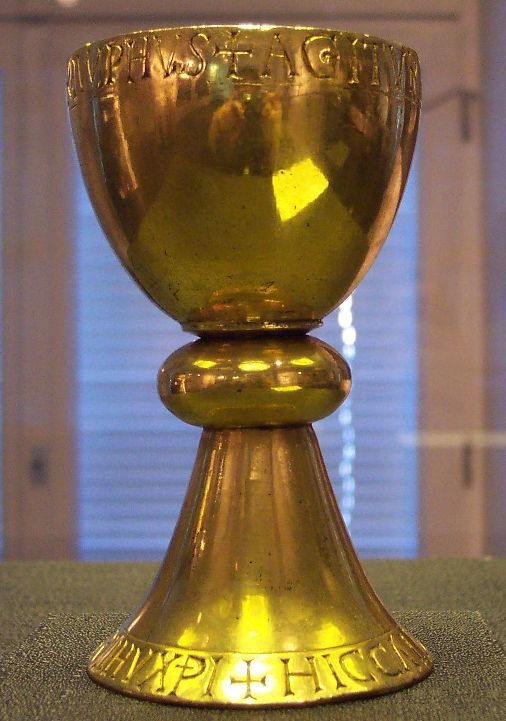
Der Kelch des heiligen Liudger

Durch die Wirren der Reformation gerieten die wirtschaftlich blühenden Abteien in Schwierigkeiten und aus Furcht vor dem reformatorischen Bildersturm brachte Hermann im Jahr 1547 die bedeutendsten Schätze des Klosters Helmstedt nach Werden, vor allem das als Karlsreliquie verehrte Helmstedter Kreuz und den sogenannten Kelch des heiligen Liudger. 
Abt Hermann von Holten konnte weder in Helmstedt noch in Werden das Vordringen der Reformation verhindern. Als der auf Harmonisierung bedachte Abt den reformatorisch gesinnten Mönch Paulus Bruyn 1 als Koadjutor in Werden einsetzen wollte, kam es im Konvent zum Streit. Die Kontroverse hatte zur Folge, dass die Bursfelder Kongregation und Herzog Wilhelm V. eingreifen mussten und dabei Missstände in der Verwaltung und bei den Finanzen der Abtei aufdeckten. 
Geschwächt und nach langer Krankheit starb Abt Hermann von Holten am 20. Oktober 1572.